# Super Mario Bros.
Super Mario Bros. er et platformspil udviklet og udgivet af Nintendo til Nintendo Entertainment System i 1985.
Prinsesse Toadstool, Bowser og andre figurer dukkede op for første gang i dette spil.
Super Mario Bros. er blevet anerkendt som et af de første sideskrollende platformspil af sin slags. Spillet består af 8 verdener, med 4 baner i hver verden. På disse baner kan spilfiguren Mario - eller Luigi hvis man spiller 2 players - hoppe, løbe og på nogle baner endda svømme. Super Mario Bros. forandrede måden hvorpå, computerspil blev lavet, spillet og oplevet. I over 20 år var Super Mario Bros verdens bedst sælgende spil (nu overgået af Nintendos egen Wii Sports i 2009) med over 40 millioner solgt eksemplarer verden over. Figuren Mario er sidenhen blevet Nintendos maskot og har lagt navn til adskillige Super Mario titler, senest Super Mario 3D World (2013) til Nintendo WII U, samt andre spinoffs såsom Mario Kart.
Super Mario Bros blev udgivet til Nintendo Entertainment System (NES) i det meste af verden, og til Nintendo Family Computer (Famicom) i Japan og Sydkorea. Super Mario Bros blev efterfulgt af Super Mario Bros 2 og Super Mario Bros 3 til NES og Super Mario Bros: The Lost Levels, Super Mario Bros 2 (Under titlen, Super Mario Bros: USA) og Super Mario Bros 3 til Famicom.